# يهودا غرين
يهودا غرين هو مغني إسرائيلي، ولد في 1959 في القدس في إسرائيل.

## وصلات خارجية
- الموقع الرسمي
- يهودا غرين على موقع ميوزك برينز (الإنجليزية)